# Quai Fulchiron
Le quai Fulchiron est une voie du 5e arrondissement de Lyon qui longe la rive droite de la Saône, reliant le quai Romain-Rolland en amont et le quai des Étroits en aval. Il dessert la passerelle Paul Couturier.

## Odonymie
Ce quai est nommé d'après Jean-Claude Fulchiron, né à Lyon en 1774 et député du Rhône entre 1831 et 1845, qui "contribua aux frais d’élargissement du quai".
Ce nom a été attribué par délibération du conseil municipal du 10 mai 1838. Le quai était auparavant appelé quai de la Commanderie. Le 26 avril 1848, il a été renommé quai Jean-Jacques Rousseau, puis le nom de quai Fulchiron lui a été réattribué par délibération municipale du 25 novembre 1849.

## Situation géographique
Côté amont (au nord), il commence au pont Bonaparte, au coin de l'avenue Adolphe Max, à la fin du quai Romain-Rolland,.
Côté aval, il se termine au pont Kitchener-Marchand, au croisement avec la montée de Choulans, au début du quai des Étroits,.
Le quai est entièrement situé dans le 5e arrondissement, sa partie nord longeant tout le quartier Saint-Georges.

## Les ponts
À l'extrémité amont, le pont Bonaparte relie le quai Fulchiron au quai Tilsitt (côté sud) et au quai des Célestins (côté nord), tous deux en rive gauche dans le 2e arr..
À l'extrémité aval, le pont Kitchener-Marchand relie le quai Fulchiron aux quai Maréchal-Joffre et au quai Rambaud.
Il dessert aussi la passerelle Saint-Georges, qui le relie au quai Tilsitt,.

## Histoire

### Situation historique
Pendant la protohistoire, c'est à Saint-Georges, dans la partie amont (du quai actuel), que se faisait la confluence Rhône / Saône - mais pas sur le tracé actuel de la Saône, qui a modifié son parcours au tournant de notre ère, pendant le Ier siècle av. J.-C.-Ier siècle apr. J.-C.
Puis la Saône a bougé jusqu'à son lit actuel. Pendant un temps il y a eu deux bras de Saône : la « Saône primitive » et la « Saône nouvelle », séparés par l'île Saint-Jean et se rejoignant immédiatement en amont du parc Saint-Georges. Le bras de la Saône primitive se ferme au début du IIIe siècle.
Le port des Nautes, du nom d'une corporation de marins et de marchants très influente localement, s'étendait au nord du secteur de Saint-Jean - Saint-Georges et sur celui des Canabae. L'une gérait une partie du commerce de la Saône et l'autre celui du Rhône.

### Un port de presque2 000ans
Vers la rue Tramassac, de nos jours située à un peu plus de 200 m de la rive droite (vers l'ouest) de la Saône, ont été trouvés en 1994 deux alignements de pieux en chêne formant un appontement, datés entre 28 av. J.-C. et 18 apr. J.-C. Cet emplacement se trouvait alors sur la berge en rive droite de la Saône. La construction, plutôt fragile, laisse supposer qu'elle n'a pas été utilisée très longtemps.
Puis la Saône a bougé jusqu'à son lit actuel.
Dès qu'il y a eu une berge à cet endroit, le lieu a eu une vocation portuaire qui ne cesse qu'avec la création du quai Fulchiron au XIXe siècle. Le port aurait été établi au début de l’Empire à Choulans, au débouché de la voie de Narbonnaise ; et transféré au début du IIe siècle à Saint-Georges, juste en face des Canabae.
A. Audin établit le déplacement du port sur l’absence de monnaies d’Hadrien (117-138) dans un important lot monétaire,.
Le port a un rayonnement local certain : le creusement de la fondation de la loge du Change en 1740 selon Allmer & Dissart 1889, ou la réfection des fondations de l’église Saint-Georges selon Ayala 2011 (qui pourtant cite Allmer & Dissart en référence), a révélé un bloc de calcaire qui a servi de piédestal à une ou plusieurs statues érigées en l’honneur de la confrérie des nautes du Rhône et placé là par décret desdits nautes du Rhône,

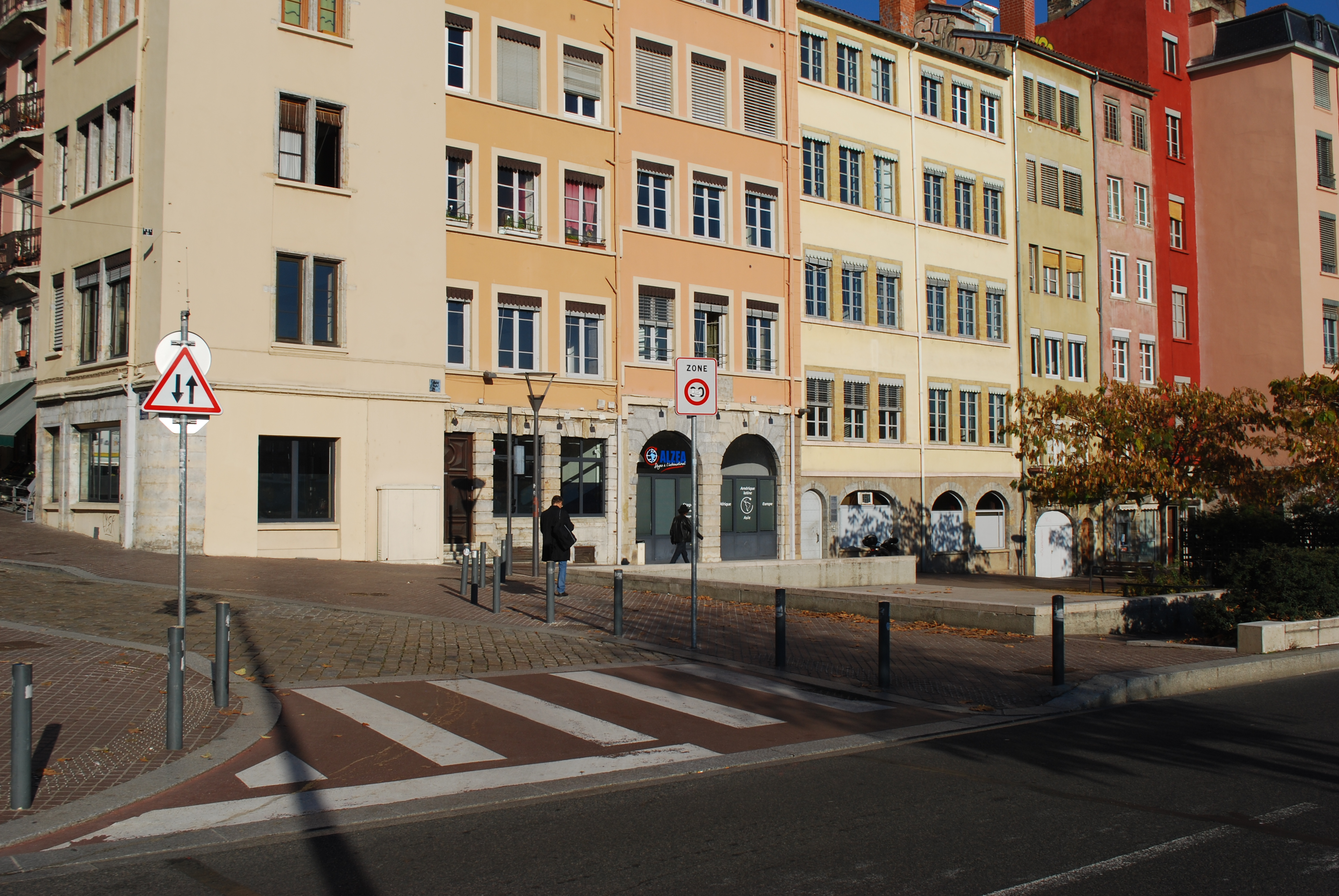
place Benoît Crépu

Les seize épaves du parc Saint-Georges
Le site archéologique parc Saint-Georges, découvert en 2002-2004, est situé à l'extrémité est de la place Benoît-Crépu. Fouillé dans le cadre d'une opération préventive (intervention de la société Lyon Parc Auto), il a bénéficié de 20 mois de fouilles. Daté entre le milieu du IIIe siècle et le Ve siècle, il a livré un lot spectaculaire de seize épaves de bateaux coulés
. C'était aussi un point de départ pour un bac de passage.
Les sites de bord d'eau comme celui-ci présentent habituellement les difficultés associées avec des fouilles en milieu subaquatique (immergé) ; ici, la présence d'une paroi moulée (moderne) a protégé l’endroit des infiltrations d’eau de la Saône, permettant la fouille exhaustive des épaves.
Dans ce lot, les épaves de cinq chalands à fond plat de fort tonnage des IIe et IIIe siècles sont témoins de la dynamique des échanges commerciaux à Lyon, parfois sur de longues distances.

### Le port Sablet
Succédant à un aménagement de berge, un port y est construit au XIIIe siècle, qui prend plus tard le nom de port Sablet.

### XIXesiècle: le quai
Le quai Fulchiron est créé à la suite de longs travaux d'élargissement de la rive entre le pont Bonaparte (à l'époque pont Tilsit) et le viaduc de la Quarantaine, effectués de 1840 à 1861.
À l'extrémité sud du quai se trouvaient les anciens bâtiments de l'hôpital Saint-Laurent, fondé en 1474 par Joseph Caille et Huguette Balarin et agrandi en 1533 par Thomas II de Gadagne. Désaffectés en 1807, ceux qui sont situés au niveau de la Saône sont détruits en 1855 pour construire des immeubles aux numéros 43, 44 et 45 du quai Fulchiron, et installer le quai des Étroits.

## Éléments remarquables
Plusieurs bâtiments du quai possèdent des traboules :
- Au no 19, traboule débouchant au no 47 rue Saint-Georges;
- Au no 22, traboule condamnée qui menait au no 53 rue Saint-Georges;
- Au no 26, petite traboule débouchant au no 63 rue Saint-Georges;

## Accessibilité

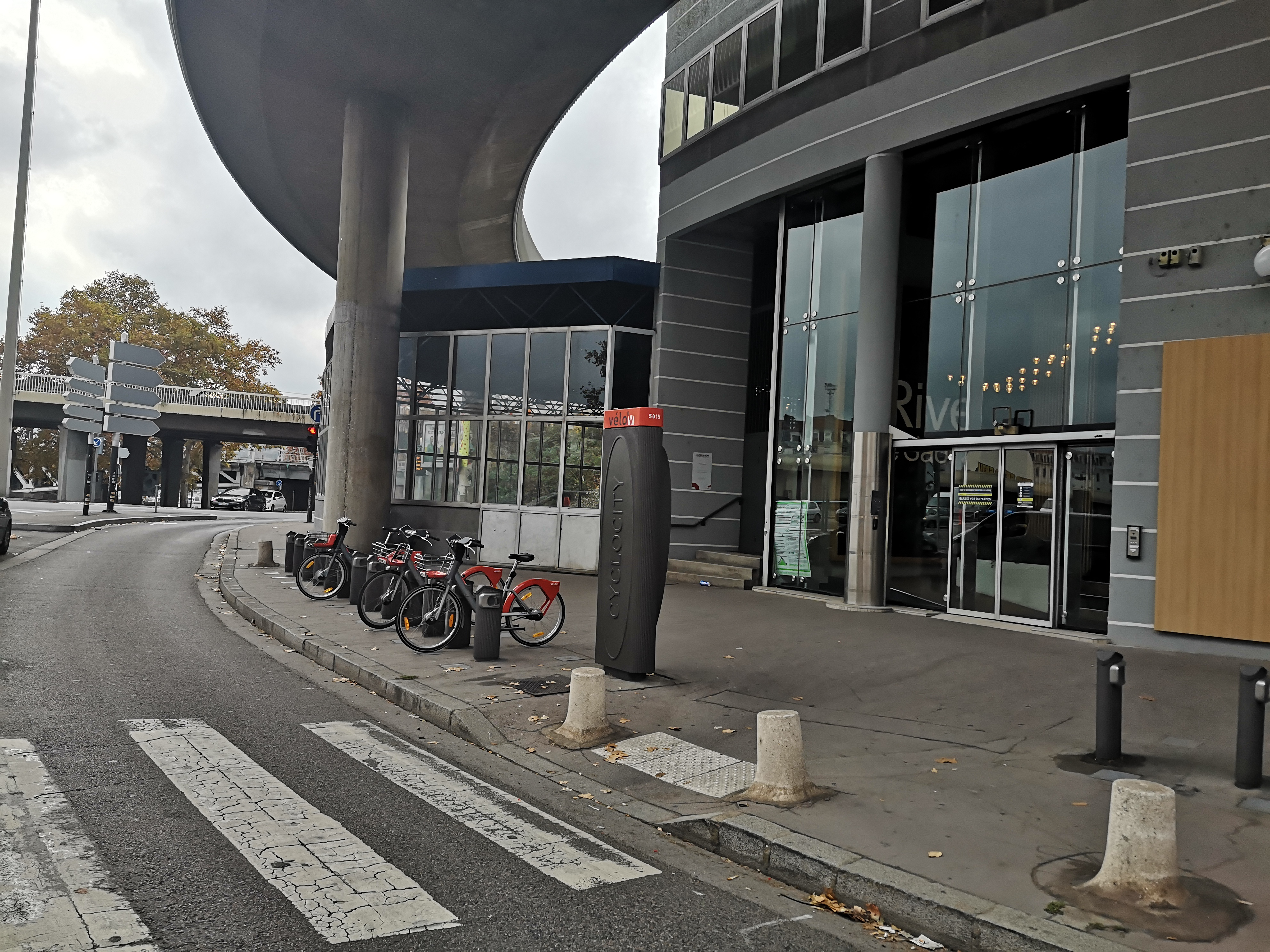

Vélo'v : station 5015.